# Walentin Christow (Gewichtheber, 1956)
Walentin Christow (* 15. März 1956 in Pernik) ist ein ehemaliger bulgarischer Gewichtheber. Er war Gewinner der Silbermedaille bei den Olympischen Spielen 1980 in Moskau und Weltmeister 1975 und 1977 im 2. Schwergewicht (bis 110 kg Körpergewicht).

## Werdegang
Walentin Christow wurde schon als 12-jähriger Schüler im Rahmen eines großen Talentsucher-Programmes, das von dem bulgarischen Trainer der Nationalmannschaft der Gewichtheber Iwan Abadschiew initiiert worden war, für das Gewichtheben entdeckt. Nach intensivem Grundlagentraining erreichte Walentin Christow bereits als 17-Jähriger Leistungen, mit denen er in die Weltspitze vorstieß. In diesem Alter schaffte er bereits 200 kg im Stoßen. Nach Beendigung seiner Laufbahn als aktiver Gewichtheber war er zeitweise in führender Position im bulgarischen Gewichtheber-Verband tätig. Er ist Ehrenbürger von Pernik.
Seinen ersten Start bei einer internationalen Meisterschaft absolvierte Walentin Christow bei der Europameisterschaft in Verona im 2. Schwergewicht. Er schaffte dort 387,5 kg im Zweikampf, musste sich aber dem sowjetischen Gewichtheber Ljubomir Ustjuschin, der 390 kg im Zweikampf erreichte, knapp geschlagen geben.
1975 gewann er dann seine ersten großen Titel. Er wurde zunächst in Marseille Junioren-Weltmeister im 2. Schwergewicht mit 405 kg im Zweikampf (175 kg Reißen u. 230 kg Stoßen) und gewann danach bei der Welt- und Europameisterschaft in Moskau den WM-Titel in derselben Gewichtsklasse mit 417,5 kg (180 kg/237,5 kg) in überlegenem Stil vor dem sowjetischen Gewichtheber Wassili Moscheikow, der auf 390 kg im Zweikampf kam.
Nach dem Gewinn der Europameisterschaft 1976 in Berlin (Ost) mit 415 kg im Zweikampf vor Juri Saizew aus der UdSSR, der 400 kg im Zweikampf erreichte, fuhr Walentin Christow als hoher Favorit zu den Olympischen Spielen nach Montreal. Dort wurde er dieser Favoritenrolle auch gerecht und wurde mit 400 kg im Zweikampf Olympiasieger vor Juri Saizew, der 385 kg im Zweikampf erreichte. Er wurde unmittelbar nach den Wettkämpfen als Dopingsünder entlarvt und musste seine Goldmedaille wieder abgeben.
Nach nur einjähriger Sperre konnte er bei der Welt- und Europameisterschaft 1977 in Stuttgart schon wieder an den Start gehen. Er siegte dort im 2. Schwergewicht mit 405 kg im Zweikampf vor Juri Saizew mit 395 kg. Im Jahre 1978 pausierte Walentin Christow. In den Jahren 1979 und 1980 erschien er aber wieder bei den internationalen Meisterschaften, erreichte aber nur mehr zweite Plätze. So kam er bei der Europameisterschaft 1979 in Saloniki im 2. Schwergewicht auf 402,5 kg und musste sich Sergei Arakelow aus der Sowjetunion, der im Zweikampf 410 kg erreichte, geschlagen geben. Bei der Europameisterschaft 1980 in Belgrad verlor er gegen Leanid Taranenka aus der UdSSR, der mit 420 kg im Zweikampf siegte und auch bei den Olympischen Spielen 1980 in Moskau lag Leonid Taranenka mit 422,5 kg weit vor ihm. Walentin Christow schaffte in Moskau 405 kg im Zweikampf.
Nach den Olympischen Spielen 1980 trat Walentin Christow vom Gewichtheben zurück. Die zehn Weltrekorde, die Walentin Christow in seiner Laufbahn erzielte, wurden in den 1990er Jahren, als verstärkte Dopingkontrollen dazu führten, dass die Leistungen der Gewichtheber allgemein zurückgingen, annulliert. Der internationale Gewichtheberverband nahm damals eine neue Gewichtsklasseneinteilung vor.

## Internationale Erfolge
(OS = Olympische Spiele, WM = Weltmeisterschaft, EM = Europameisterschaft, S = 2. Schwergewicht, damals bis 110 kg Körpergewicht)
| Jahr | Platz  | Wettbewerb                                       | Gewichtsklasse | |
| 1973 | 1.     | Turnier in Huskvarna                             | Schwer         | mit 327,5 kg im Zweikampf, vor Mansson, Schweden, 305 kg u. Moring, Schweden, 292,5 kg |
| 1973 | 2.     | 3. Sommerspartakiade der Streitkräfte in Trencin | Schwer         | mit 330 kg, hinter Wassiljew, UdSSR, 360 kg, vor Trnka, CSSR, 322,5 kg |
| 1973 | 2.     | "Turnier der Freundschaft" in Pjöngjang          | Schwer         | mit 352,5 kg, hinter Kislow, UdSSR, 355 kg |
| 1974 | 2.     | EM in Verona                                     | Schwer         | mit 387,5 kg (167,5 kg Reißen/220 kg Stoßen), hinter Ljubomir Ustjuschin, UdSSR, 390 kg (162,5 kg/227,5 kg) u. vor Jürgen Ciezki, DDR, 370 kg (165 kg/205 kg), Stefan Grützner, DDR, 362,5 kg (160 kg/202,5 kg) u. Dieter Westphal, BRD, 360 kg (157,5 kg/202,5 kg) |
| 1975 | 1.     | Donau-Cup in Donaueschingen                      | Schwer         | mit 402,5 kg(177,5 kg/225 kg), vor Jan Trnka, Tschechoslowakei, 352,5 kg (150 kg/202,5 kg) u. Dieter Westphal, 350 kg (155 kg/195 kg) |
| 1975 | 1.     | Junioren-WM in Marseille                         | Schwer         | mit 405 kg (175 kg/230 kg) vor Serdjukow, UdSSR, 347,5 kg (155 kg/192,5 kg) u. Krassimir Drandarow, Bulgarien, 340 kg (145 kg/195 kg) |
| 1975 | 1.     | WM + EM in Moskau                                | Schwer         | mit 417,5 kg (180 kg/237,5 kg), vor Wassili Moscheikow, UdSSR, 390 kg (170 kg/220 kg) u. Jürgen Ciezki, DDR, 390 kg (170 kg/220 kg) |
| 1975 | 1.     | Vorolympisches Turnier in Montreal               | Schwer         | mit 382,5 kg, vor Mark Cameron, USA, 380 kg u. Prior, Kanada, 350 kg |
| 1976 | 1.     | EM in Berlin (Ost)                               | Schwer         | mit 415 kg (185 kg/230 kg), vor Juri Saizew, UdSSR, 400 kg (172,5 kg/227,5 kg) u. Jürgen Ciezki, 395 kg (170 kg/225 kg) |
| 1976 | Gold   | OS in Montreal                                   | Schwer         | mit 400 kg (175 kg/225 kg) vor Juris Saizew, 385 kg (165 kg/220 kg) u. Krastio Semerdschiew, Bulgarien, 385 kg (170 kg/215 kg); Kurz nach dem Wettkampf wurde Walentin des Dopings mit anabolen Steroiden nachgewiesen. Die Goldmedaille wurde ihm wieder aberkannt |
| 1977 | 1.     | WM + EM in Stuttgart                             | Schwer         | mit 405 kg (180 kg/225 kg), vor Juri Saizew, 395 kg (170 kg/225 kg) u. Jürgen Ciezki, 390 kg (172,5 kg/217,5 kg) |
| 1979 | 2.     | EM in Saloniki                                   | Schwer         | mit 402,5 kg (177,5 kg/225 kg), hinter Sergei Arakelow, UdSSR, 410 kg (1985 kg/225 kg) u. vor Leonid Taranenka, UdSSR, 402,5 kg (182,5 kg/220 kg) |
| 1980 | 2.     | EM in Belgrad                                    | Schwer         | mit 402,5 kg (175 kg/227,5 kg) hinter Leonid Taranenka, 420 kg (190 kg/230 kg) |
| 1980 | Silber | OS in Moskau                                     | Schwer         | mit 405 kg (185 kg/220 kg) hinter Leonid Taranenka, 422,5 kg (182,5 kg/240 kg) u. vor György Szalay, Ungarn, 390 kg (172,5 kg/217,5 kg) |

## WM-Einzelmedaillen
- 1975, Goldmedaille im Reißen mit 180 kg,
- 1975, Goldmedaille im Stoßen mit 237,5 kg,
- 1977, Goldmedaille im Reißen mit 180 kg,
- 1977, Silbermedaille im Stoßen mit 225 kg,
- 1980, Goldmedaille im Reißen mit 185 kg,
- 1980, Silbermedaille im Stoßen mit 220 kg.

## EM-Einzelmedaillen
- 1974, Goldmedaille im Reißen mit 167,5 kg,
- 1974, Silbermedaille im Stoßen mit 220 kg,
- 1975, Goldmedaille im Reißen mit 180 kg,
- 1975, Goldmedaille im Stoßen mit 237,5 kg,
- 1976, Goldmedaille im Reißen mit 185 kg,
- 1976, Goldmedaille im Stoßen mit 230 kg,
- 1977, Goldmedaille im Reißen mit 180 kg,
- 1977, Silbermedaille im Stoßen mit 225 kg,
- 1979, Bronzemedaille im Reißen mit 177,5 kg,
- 1979, Silbermedaille im Stoßen mit 225 kg,
- 1980, Bronzemedaille im Reißen mit 175 kg,
- 1980, Silbermedaille im Stoßen mit 227,5 kg.

## Weltrekorde
Siehe Weblink "www.chidlovski.net"